# Dyrøy
Gmina Dyrøy (norw. Dyrøy kommune) – norweska gmina leżąca w regionie Troms. Jej siedzibą jest miasto Brøstadbotn.
Dyrøy jest 283. norweską gminą pod względem powierzchni.

## Demografia
Według danych z roku 2005, gminę zamieszkuje 1288 osób. Gęstość zaludnienia wynosi 4,44 os./km². Pod względem zaludnienia Dyrøy zajmuje 385. miejsce wśród norweskich gmin.
| ludność stan na 1 stycznia 2005 |         |           |       |
|                                 | kobiety | mężczyźni | razem |
| osób                            | 639     | 649       | 1288  |
| %                               | 49,61%  | 50,39%    | 100%  |

| wykształcenie stan na 1 października 2004 |        |         |        |        |
|                                           | podst. | średnie | wyższe | niezn. |
| osób                                      | 312    | 582     | 143    | 14     |
| %                                         | 29,69% | 55,38%  | 13,61% | 1,33%  |

## Edukacja
Według danych z 1 października 2004:
- liczba szkół podstawowych (norw. grunnskolar): 1
- liczba uczniów szkół podst.: 168

## Władze gminy
Według danych na rok 2011 administratorem gminy (norw. rådmann) jest Øystein Rørslett, natomiast burmistrzem (norw. ordfører, d. borgermester) jest Rolf Olai Espenes.